# RANK
Beim Receptor Activator of NF-κB (RANK) handelt es sich um ein Transmembranprotein, das an der äußeren Zellmembran von maturen und adulten Osteoklasten (also Zellen, die Knochensubstanz abbauen)  exprimiert wird und zusammen mit seinem Liganden RANKL (Receptor Activator of NF-κB Ligand) und einem weiteren Regulatorprotein Osteoprotegerin (OPG) eine Schlüsselposition in der Regulation des Knochenumbaus einnimmt. RANK findet sich bei Säugetieren. Beim Menschen können Mutationen im TNFRSF11A-Gen zu familiärer Osteopetrose, Osteolyse oder Osteodystrophia deformans führen.
Die Steuerung der Osteoklastenaktivität geschieht über mehrere, teilweise sehr komplexe Regulationsmechanismen. Einer ist die Aktivierung bzw. Expression sogenannter RANK-Rezeptoren und RANK-Liganden. Das von knochenaufbauenden Osteoblasten sezernierte Signalmolekül RANKL bindet an den Membranrezeptor von Makrophagen. Durch diese Ankopplung des RANKL differenzieren sich die Makrophagen zu Osteoklasten. Dieser Ablauf kann durch das von Osteoblasten sezernierte OPG antagonisiert werden. OPG ist der natürliche Gegenspieler für RANKL. Dabei verhindert das OPG die Anknüpfung des RANKL an den RANK Rezeptor auf der Makrophagenoberfläche. Auf diese Weise wird durch die osteoblasteneigene Produktion von Osteoprotegerin der Osteoklastendifferenzierung über den RANKL-Pfad entgegengewirkt.
Als natürlicher Suppressor von RANKL werden Östrogene beschrieben. Dies erklärt die Häufigkeit der Osteoporose bei Frauen im postmenopausalen Alter, da hier der natürliche Suppressor einer Osteoklastendifferenzierung (Östrogen) nicht mehr in ausreichender Menge vorliegt.